# Кража (фильм, 1971)
«Кража» — советский двухсерийный чёрно-белый художественный телефильм, снятый режиссёром Александром Гордоном в 1971 году.

## Сюжет
Из музея похищена шпага XVIII века. В краже подозревается сотрудник музея Алексей Буров, о котором известно, что он коллекционирует старинные произведения искусства. В частности, в его коллекции находится уникальная и дорогостоящая панагия Патриархов Московских и всея Руси Иоасафа, Никона и Филарета «Знамение Пресвятой Богородицы» — камея на ониксе без оправы работы неизвестного мастера XIV века. Буров приобрёл камею честным путём, но она была похищена из Патриаршей ризницы 30 ноября 1917 года.
Панагию Буров хотел отдать в музей, но именно в день его отъезда на международный аукцион за рубеж она якобы была украдена у него из квартиры. Милиция убеждена, что Буров инсценировал кражу панагии, чтобы за рубежом её продать. Во время обыска на чердаке находят похищенную из музея шпагу. Бурова арестовывают. Доказать его невиновность пытается полковник угрозыска Георгий Кузьмич Орефьев, тонкий психолог и профессионал в своём деле. Но сделать это оказывается нелегко, так как во всей истории замешаны и жена Бурова Ольга, которая хотела «засадить» своего мужа, и его любовница Наташа, на которой он даже хотел жениться, но которая вела двойную игру, а также и незнакомец, который часто названивал Бурову и предлагал продать панагию за большие деньги.
Вскоре по дороге в милицию (куда, чтобы постараться разъяснить всю ситуацию, отправились Ольга и Наташа, а также сотрудник музея и сослуживец Бурова — Николай Ребров) Ольгу и Реброва как ненужных свидетелей толкают на оживлённом перекрёстке под самосвал. Ольга умирает, а Ребров остаётся без сознания. Орефьев добивается полной искренности от Наташи, осознавшей в итоге свою вину во всей этой истории, выходит через неё на преступников и предотвращает отправку панагии за границу.

## В ролях
- Олег Борисов — Георгий Кузьмич Орефьев, следователь
- Эдуард Марцевич — Алексей Буров, сотрудник музея (озвучивает Александр Суснин)
- Татьяна Надеждина — Ольга, жена Бурова
- Ирина Азер — Наташа, любовница Бурова
- Наталья Величко — Нина, сотрудница музея
- Николай Бурляев — Николай Андреевич Ребров, сотрудник музея
- Андрей Попов — Александр Николаевич, скульптор
- Владимир Наумов — Николай Николаевич Абалин, полковник милиции, заместитель начальника управления
- Владлен Паулус — Сергей Иванович Дербенцев, капитан милиции (в титрах «Владимир Паулус»)
- Михаил Еремеев — Михаил Аркадьевич Храмов, комиссар милиции
- Борис Голдаев — «Хозяин», «Битник»
- Юрий Горобец — Дмитрий Петрович Макаров, сообщник «Хозяина»
- Тамара Логинова — Вера Ивановна Зимина, сотрудница музея, жена Макарова
- Наташа Иванова — Лена, дочь Бурова
- Валентина Владимирова — сотрудница музея
- Зинаида Воркуль — Марья (Клавдия) Ивановна, кассир музея
- Наталья Воробьёва — библиотекарь в музее
- Вагрич Бахчанян — эпизод

## Съёмочная группа
- Авторы сценария: Алексей Нагорный и Гелий Рябов
- Режиссёр-постановщик: Александр Гордон
- Оператор-постановщик: Дмитрий Моторный
- Художник-постановщик: Виталий Гладников
- Композитор: Николай Сидельников
- Текст песен: Булата Окуджавы
- Государственный симфонический оркестр кинематографии
  - Дирижёр: Эмин Хачатурян

## Критика
В рецензии, приуроченной к выходу фильма на большой экран, Б. Мариан отмечает, что «Кража» по сюжету очень близка к картине «Возвращение Святого Луки». Это обстоятельство, по мнению критика, указывает на то, что у киноавторов не так уж много вариантов разработки детективной фабулы. «Кража» снята добротно, но уступает «образцовому» фильму в этом жанре «Обвиняются в убийстве». Проблема в том, что авторы не углублялись в тонкости отношений между героями и не ставили перед собой задачу раскрыть причины поступков персонажей. Они удовлетворились тем, что представили зрителю чисто детективное действие, без постановки острых социальных вопросов, как это было сделано в той же картине «Обвиняются в убийстве». 
Однако в то же время Мариан с похвалой отзывается о профессионализме создателей фильма, «расширяющего творческий диапазон молдавской кинематографии». Особенно он подчёркивает прекрасную работу актёрского ансамбля, справившегося с трудной миссией — «придать героям на экране больше достоверности и простоты, чем наделили их авторы литературного сценария».